# Darja Dominkuš
Darja Dominkuš (ur. 20 lipca 1959 w Kranju) – słoweńska dramaturg, publicystka i tłumaczka.

## Życiorys
Uczęszczała do szkoły podstawowej w Lublanie. Po ukończeniu liceum Bežigrad w 1977 rozpoczęła studia w Akademii Teatru, Radia, Filmu i Telewizji (AGRFT) w Lublanie, gdzie w 1986 ukończyła dramaturgię. Studiowała język angielski i literaturę na Wydziale Sztuk Pięknych Uniwersytetu w Lublanie (FF UL), uzyskując tytuł licencjata w 1979. W latach 1979–1983 studiowała język polski i literaturę na Wydziale Sztuk Pięknych Uniwersytetu w Lublanie. Od 1983 do 1986 pracowała jako niezależny pracownik kultury, a w 1986 podjęła pracę jako dramaturg w SNG Drama Lublana, gdzie pracuje do dziś.
Najczęściej zajmuje się adaptacjami anglojęzycznych, francuskich i polskich utworów, choć jest jej bliski także słoweński dramat. Jest autorką wielu przekładów z języka angielskiego i polskiego, pisze też liczne eseje o autorach i ich dziełach oraz adaptacjach tych ostatnich w Słowenii. Swoje teksty poświęciła m.in. Sławomirowi Mrożkowi, Witkacemu, Andrzejowi Mularczykowi, Johnowi Osborne’owi, Haroldowi Pinterowi.
Żona Andreja Inkreta, krytyka, teatrologa, dramatopisarza, publicysty, wykładowcy akademickiego.

## Nagrody
- nagroda na Festiwalu Spotkań Borštnika za oryginalny esej Przestrzeń w Lublanie (2007)[1]
- Nagroda im. Stanisława Ignacego Witkiewicza za znaczące osiągnięcia w upowszechnianiu polskiej kultury teatralnej na świecie (2015)
- Nagroda literacka Stowarzyszenia Autorów ZAiKS-u za tłumaczenia literatury polskiej na język słoweński (2017)[2]
- Nagroda Grün-Filipič za osiągnięcia w dziedzinie dramaturgii słoweńskiej (2019)[1]